# Speirops
Speirops és ún gènere obsolet d'ocells de la família dels zosteròpids (Zosteropidae) que habita zones boscoses de les illes del golf de Guinea i Mont Camerun.
Les seves quatre espècies (S. brunneus, S. leucophaeus, S. lugubris i S. melanocephalus), han estat ubicades pel IOC (versió 3.2, 2013) al gènere Zosterops.